# EnBW
EnBW (EnBW Energie Baden-Württemberg AG) est une entreprise énergétique comptant 26 980 employés. Elle fournit de l’électricité, du gaz et de l’eau ainsi que des solutions et services dans ce domaine à environ 5,5 millions de clients. Son siège est à Karlsruhe (Bade-Wurtemberg, Allemagne). 
Energéticien ayant le plus recours à l’énergie nucléaire en Allemagne jusqu’à l’annonce en 2011 de l’arrêt définitif des centrales nucléaires allemandes pour 2022, EnBW a dès lors entamé sa transition (Energiewende, littéralement le « virage énergétique ») à marche forcée.  
En 2019, le groupe se porte acquéreur de l’entreprise Valeco, développeur et exploitant français de projets renouvelables. 
EnBW est présent dans sept pays: l’Allemagne, le Danemark, la Suède, la France, la Suisse, la République tchèque et la Turquie.

## Histoire
EnBW est issue de la fusion de deux énergéticiens régionaux du Bade-Wurtemberg, Badenwerk (de)  et Energie-Versorgung Schwaben (de)  (EVS) en 1997. 
En 1998, le marché allemand de l'électricité est libéralisé. EnBW crée Yello Strom (de) en 1999, la première marque d’électricité en Allemagne dans la nouvelle concurrence naissante.  
Pour renforcer sa position sur le marché libéralisé de l’énergie, EnBW fusionne en 2003 avec l’énergéticien régional Neckarwerke Stuttgart (de) (NWS). En plus de sa production et de son infrastructure électrique, NWS apporte au groupe les secteurs du gaz et de l’eau, ainsi que son portefeuille de clientèle.
En 2011, le gouvernement fédéral allemand décide de la sortie du nucléaire d’ici 2022  après l’accident de réacteur survenu à Fukushima. En tant qu’exploitant des cinq tranches nucléaires du groupe, l’entreprise EnBW Kernkraft GmbH (EnKK) met progressivement son parc à l’arrêt d’ici 2022 et prépare leur démantèlement. 
Les tranches nucléaires de Neckarwestheim I (GKN) et de  Philippsburg 1  (KKP) sont arrêtées en 2011. EnBW avait déjà mise à l’arrêt la  centrale d’Obrigheim (KWO) après le premier consensus sur le nucléaire en 2005.
La tranche Philippsburg 2 est mise à l’arrêt en décembre 2019. Ses aéroréfrigérants sont démolis dans des images spectaculaires le 14 mai 2020 afin de permettre la construction du convertisseur du projet HVDC Ultranet. L’arrêt de la dernière tranche en activité,  Neckarwestheim II, est prévu en 2022.

## Structure

### Gouvernance
Andreas Schell est le président du Directoire d’EnBW. Il était directeur général de Rolls-Royce Power Systems depuis 2016 et succède ainsi à Frank Mastiaux, président du directoire de 2017 à 2022.
Le directoire d’EnBW Energie Baden-Württemberg AG est composé de cinq membres. Les autres membres sont Thomas Kusterer (directeur financier), Colette Rückert-Hennen   (Directrice des ressources humaines), Dr. Georg Stamatelopoulos (Directeur de la production) et Dirk Güsewell (Directeur des infrastructures critiques).  
Dès le 25 juin 2021, Frank Mastiaux avait indiqué ne pas solliciter de nouveau mandat et son intention de quitter le groupe EnBW au 30 septembre 2022. Le 7 avril 2022, le Conseil de Surveillance du Groupe EnBW prend ainsi la décision de nommer Andreas Schell, qui a pris ses fonctions le 15 novembre 2022.

### Actionnariat
Le groupe EnBW est détenu en majorité par des capitaux publics régionaux du Bade-Wurtemberg.
Les deux principaux actionnaires d'EnBW sont NECKARPRI-Beteiligungsgesellschaft mbH (elle-même entièrement détenue par le Land de Bade-Wurtemberg), avec une part de 46,75 %, et Oberschwäbische Elektrizitätswerke Energie-Beteiligungs GmbH (OEW, détenue par les municipalités locales), avec une part de 46,75 %.
En décembre 2010, le Land du Bade-Wurtemberg avait acheté la participation de 45 % qu’Électricité de France (EDF) détenait dans EnBW.
Les deux actionnaires sont convenus de maintenir les ratios d'actions tels qu'ils sont et de voter d'un commun accord sur les décisions importantes. 
L'action d’EnBW est traitée sur XETRA et sur les bourses de Berlin, Düsseldorf, Francfort, Munich et Stuttgart.

### Stratégie 2025
Dans le cadre de sa stratégie 2025, le groupe EnBW réorganise son activité autour de trois branches principales et ambitionne une croissance de son EBIDTA ajusté à 3,2 milliards d’euros dont :
- Les infrastructures intelligentes à destination des clients finaux comprenant les activités commerciales du groupe (0,6 milliard d'euros)
- Les infrastructures critiques comprenant entre autres les activités de réseau électrique et de gaz et les télécommunications (1,3 milliard d'euros)
- L’infrastructure de production durable comprenant toutes les activités de production électrique, ainsi que sa commercialisation sur les marchés de gros (1,3 milliard d'euros)

EnBW s’est fixé à cette occasion l’objectif de diviser par deux ses émissions de CO2 d’ici 2030 et d’atteindre la neutralité climatique d’ici 2035.

## Domaines d’activités
Aujourd’hui, EnBW concentre ses activités sur les énergies renouvelables, les réseaux d’électricité et de télécommunications, la mobilité électrique et les solutions d’énergie intelligentes et durables.

### Énergies renouvelables
En 2021, le portefeuille de production du groupe EnBW comprend 12,6 GW dont 5,1 GW liés aux filières de production renouvelables, parmi lesquelles :
- Hydroélectricité au fil de l’eau : 1 007 MW
- Hydroélectricité à accumulation et STEP : 1 517 MW
- Éolien onshore : 1 016 MW
- Éolien offshore : 976 MW
- PV et autres : 584 MW

EnBW prévoit que la moitié de son portefeuille de production sera constitué d’énergies renouvelables d’ici fin 2025 contre 40% actuellement.

### Éolien en mer
Dans le secteur de l’énergie éolienne, EnBW intervient en tant qu’acteur intégré et propose la conception, l’exploitation, la maintenance et l’agrégation de parcs éoliens.

#### Parc éolien EnBW Baltic 1: le premier parc éolien d’EnBW
EnBW Baltic 1 est le premier parc éolien commercial de la mer Baltique. Il est situé en mer Baltique à 6 kilomètres au nord de la presqu'île de Darß/Zingst, dans le Land de Mecklembourg-Poméranie occidentale. 
Il a été mis en service en avril 2011. Sur une surface de sept kilomètres carrés, les 21 éoliennes du parc EnBW Baltic 1 disposent d'une puissance totale de 48,3 MW et génèrent près de 185 millions de kWh d’électricité, l’équivalent de l’approvisionnement de 50 000 foyers.

#### Parc éolien EnBW Baltic 2: deuxième parc éolien
Le deuxième parc éolien en mer d'EnBW a été officiellement inauguré en septembre 2015.
Avec une superficie de 27 km², il est presque quatre fois plus grand qu'EnBW Baltic 1 et peut produire six fois plus d’électricité.
Avec un rendement annuel de 1,2 milliard de kWh, le parc éolien EnBW Baltic 2 peut approvisionner 340 000 foyers.  

#### Parcs éoliens EnBW Hohe See et EnBW Albatros: un projet global en mer du Nord
EnBW a réuni les parcs éoliens Hohe See et Albatros (87 éoliennes), respectivement en service depuis octobre 2019 et janvier 2020, en réalisant un projet global d’une puissance de 610 MW : l’équivalent en approvisionnement en électricité de toute la ville de Munich.
Hohe See est à 95 kilomètres au nord de Borkum et à une centaine de kilomètres au nord-ouest d’Helgoland, tandis qu’Albatros se trouve à 105 kilomètres des côtes de ces deux îles.
Sur une superficie respective de 42 et de 11 km², ces parcs éoliens produisent à eux deux 2,5 milliards de kWh depuis janvier 2020, suffisamment d’électricité pour couvrir les besoins de 710 000 foyers.
L’économie de CO2 s’élève à 1,9 million de tonnes/an. 

#### Parc EnBW He Dreiht
EnBW développe en mer du Nord un projet d’une puissance de 900 MW dont la mise en service est prévue pour 2025. Le parc sera situé à 90 kilomètres au nord-ouest de Borkum et à environ 110 kilomètres à l'ouest de Helgoland, en mer du Nord. 
En juillet 2021, le groupe EnBW annonce avoir retenu le constructeur Vestas avec une turbine de puissance unitaire de 15 MW pour ce parc.

#### Royaume-Uni: Partenariat BP / EnBW
Le 8 février 2021, dans le cadre de l'appel d'offres du Crown Estate, BP et EnBW annoncent avoir remporté deux zones de développement en mer d'Irlande lors de la première vente aux enchères de droits d'exploitation d'éoliennes en mer en Angleterre et au Pays de Galles depuis dix ans. EnBW et BP prévoient d'y développer deux parcs éoliens offshore d'une puissance installée de 1,5 GW chacun sous les noms respectifs de Morgan et Mona.
Le 17 janvier 2022, BP et EnBW annoncent avoir remporté conjointement une zone de développement au large de la côte est de l'Écosse pour développer un important projet d'éoliennes en mer, qui sera connu sous le nom de Morven. Ce secteur maritime remporté lors de l'appel d'offres Scotwind organisé par le Crown Estate Scotland (en) représente une aire de 860 km2 à environ 60 km au large d'Aberdeen. Le parc éolien posé qui y sera développé aura une puissance installée prévisionnelle estimée à 2,9 GW.
À mi-2022, le partenariat entre BP et EnBW concerne trois parcs éoliens en mer au Royaume-Uni pour une puissance totale en développement de près de 6 GW.

#### France: Appel d'offres Bretagne Sud
Le 16 septembre 2021, le consortium composé de Valeco, Shell / Eolfi et la Banque des Territoires (Caisse des Dépôts et Consignations) annonce avoir été préqualifié par la Commission de Régulation de l'Énergie (CRE) pour participer à l'appel d'offre Bretagne Sud visant à développer un parc éolien en mer flottant d'une puissance de 250 MW au large de Lorient. Le projet porte le nom de « Moulins du mervent » (Melinou ar mervent en breton).

#### États-Unis
Le Groupe EnBW entre en 2018 sur le marché des énergies renouvelables aux États-Unis par la création de sa filiale EnBW North America.
Le 11 Juin 2018, EnBW North America annonce la formation de la coentreprise avec Trident Winds Inc afin de développer un projet visant au développement d'un parc éolien flottant en mer d'une puissance comprise entre 650 et 1000 MW au large de Morro Bay en Californie.
Après une première participation infructueuse à l'appel d'offres éolien en mer au large du Massachusetts en 2018, EnBW North America crée avec TotalEnergies la coentreprise Attentive Energy en vue de participer à l'appel d'offres pour un site au large des côtes de New York et du New Jersey. La coentreprise annonce le 28 février 2022 avoir été retenue à la suite de son offre de 795 millions d'euros pour la concession sur un secteur maritime de 341 km² à 87 km des côtes afin d'y développer d'ici 2028 un parc éolien d'une puissance estimée à 3 GW.
À la suite de la décision de recentrer ses activités sur l'Europe, EnBW annonce le jour même la cession de ses activités aux États-Unis à TotalEnergies.

#### Nezzy²: une éolienne flottante inédite pour repousser les limites de l’offshore
Afin d’étendre le champ des possibles en matière d’énergies renouvelables, EnBW, avec Aerodyn engineering, a élaboré une nouvelle technologie d’éoliennes flottantes, Nezzy²  : 2 éoliennes fixées sur 1 seule plateforme flottante. 
Jusqu’à présent, les éoliennes en mer sont généralement installées dans des profondeurs d’eau ne dépassant pas 50 mètres pour des raisons économiques et techniques. Ce qui limite le nombre de zones marines appropriées pour leur installation. La technologie flottante de Nezzy²  ouvre donc le champ des possibles sur le globe en matière d’énergie éolienne en mer. 
Après avoir été testé sur un plan d'eau pour étudier son mouvement face aux vents, le prototype (échelle 1 :10) a été placé deux mois en mer Baltique en conditions réelles où il a réussi le second test. 
Le prototype a été démonté et les équipes travaillent désormais à la conception du modèle de taille réelle, qui sera testé en Chine fin 2021 ou début 2022.

### Éolien onshore
En Allemagne, EnBW dispose d’agences de développement à Erfurt, Berlin, Hambourg, Stuttgart et Trêves.
En 2021, EnBW exploite en Allemagne 720 MW de capacités de production éoliennes terrestres répartis sur 55 parcs. 
EnBW développe des projets éoliens terrestres dans d’autres pays : en Turquie grâce à sa joint-venture avec Borusan qui exploite 720 MW d'énergies renouvelables et en Suède où EnBW Sverige AB exploite 120 MW d’éolien onshore ainsi qu’en France via sa filiale Valeco. 
Le photovoltaïque est le troisième vecteur de croissance dans les énergies renouvelables du groupe EnBW.
À la fin de 2020, le groupe disposait d'une capacité photovoltaïque totale de 342 MW connectée au réseau, contre 154 MW fin 2019. EnBW s'est fixé pour objectif de disposer de 1 200 MW de capacité photovoltaïque d'ici 2025. 1 000 MW, soit 1 GW, sont déjà prévus dans des projets spécifiques.

### Photovoltaïque

#### Parc photovoltaïque de Weesow Willmersdorf: le plus grand parc solaire non subventionné d'Allemagne
D’une capacité de 187 MW, le parc situé à Werneuchen (Brandebourg, près de Berlin) est à la fois le premier grand projet photovoltaïque qu’EnBW réalise sans subvention de l’État et le plus grand parc solaire non subventionné d’Allemagne.   
Près de 465 000 modules solaires fourniront suffisamment d’électricité écologique à près de 50 000 foyers. Ce sont près de 129 000 tonnes de CO2 qui seront économisées chaque année. 
En novembre 2020, EnBW procède à une mise en service partielle du parc solaire dont la construction a débuté en 2020 : le premier kWh du parc est injecté dans le réseau électrique.
En décembre 2020, EnBW annonce l’investissement dans les deux parcs supplémentaires « Gottesgabe » et « Alttrebin » de chacun 150 MW hors subvention portant l’ensemble de production à près de 500 MW dans le Land du Brandebourg.
Le 12 novembre 2021, EnBW inaugure officiellement le parc en présence d'Andreas Feicht (de), secrétaire d'État au ministère fédéral de l'Économie et de l'Énergie et de Georg Stamatelopoulos membre du Directoire du Groupe EnBW.
Le 20 decembre 2021, EnBW et Covestro annoncent la signature d'un contrat d'achat (corporate PPA) long-terme portant sur la production électrique d'une fraction de 63 MW du parc pour une durée 15 ans à compter de 2022.

#### Parc photovoltaïque de Maßbach: un parc partiellement subventionné
Mis en service en septembre 2021, le parc solaire de Maßbach (Bavière) est un parc photovoltaïque d’une puissance de 28,1 MWc qui présente la particularité de n’être que partiellement subventionné. Seule la première partie de 9,7 MWc fait l’objet d’un subventionnement. La seconde partie de 18,4 MWc se passe de subventionnement et tire ses revenus de la commercialisation de la production sur le marché.
Ce choix a été retenu afin d’atteindre une taille plus importante pour ce projet : le parc de Maßbach injectant sa production sur le réseau de distribution 110 kV au moyen d’un poste source privé.
Lors de sa construction, plus de 69 000 modules photovoltaiques ont été installés sur un terrain d’une surface de 42 hectares. L'installation complète permettra une production de près de 30,9 GWh par an.
EnBW a ouvert aux habitants de la commune de Maßbach ainsi que des communes voisines de Thundorf et Rannungen, la possibilité d’investir dans ce projet. Ce financement participatif est rémunéré à hauteur de 3% par an pour une durée de 7 ans.

### Électromobilité
Fer de lance de sa stratégie tournée vers les infrastructures, EnBW développe un réseau d’IRVE (Infrastructure de recharge de véhicules électriques) sous la dénomination EnBW Hypernetz en accompagnement de l’augmentation rapide des immatriculations de voitures électriques en Allemagne. EnBW met gratuitement à disposition du grand public l’application E-Cockpit pour mobile iOS et Android permettant d’accéder en temps-réel aux informations de production de nombreux sites du groupe en Allemagne et à l’étranger (indicateurs, état, historique). 
EnBW noue des partenariats avec de nombreuses grandes surfaces commerciales  et développe un réseau de bornes de recharge à haute vitesse (HPC) à proximité de points névralgiques du réseau routier allemand. 
En novembre 2020, EnBW annonce la mise en service du hub de recharge autoroutier de Rutesheim au bord de l’autoroute A8, équipé de 8 points de recharge jusqu’à 300 kW. 
En décembre 2020, EnBW annonce le regroupement de ses activités liés à la mobilité électrique dans une filiale dédiée : EnBW mobility+ AG & Co. KG. À compter de janvier 2021, EnBW mobility+ devient l’exploitante du plus grand réseau d’IRVE en Allemagne et en Autriche et annonce avoir le projet d’investir 100 milions d’euros dans le développement du réseau IRVE en Allemagne et à l’étranger.
En avril 2021, le groupe annonce la construction du plus grand hub de recharge rapide en Europe au Kamener Kreuz au croisement entre les autoroutes A2 et A3 qui comprendra 50 points de recharge à haute vitesse (jusqu’à 300 kW).
Courant 2021, le groupe communique la mise en chantier d’autres Hyperhubs en Bavière au bord de l’autroute A3 à proximité d’Erlangen, de Wörth an der Donau, et à proximité de la prochaine IAA 2021 à Münich. 
Ces hubs s’ajouteront aux 13 hubs parcs de recharge rapide à l'échelle nationale, soit plus de 350 emplacements de recharge rapide, principalement dans les zones urbaines et suburbaines, mis en service en 2020.
En août 2021, EnBW annonce s’être associé avec l’ancien pilote de F1 Nico Rosberg, qui devient ambassadeur de la marque EnBW Mobility+ et indique ambitionner le développement de 2 500 stations de recharge rapide d’ici à 2025. 
Le 13 décembre 2021, le groupe EnBW annonce s'être porté aquereur d'une participation de 25,1% de la société autrichienne Smatrics auprès de Verbund via sa filiale spécialisée dans l'électromobilité EnBW mobility+ AG & Co. KG. 
En 2022, le groupe poursuit de lourds investissements afin de mettre en service des stations de recharge rapides en mettant en service des hub de recharge haute puissance (300 kW) couverts le long de l'autoroute A2 à Lauenau (20 emplacements), à Zwickau (12 emplacements), Meerane (8 emplacements), le long de l'A9 à Eisenberg (12 emplacements) ou encore le long de l'A7 à Bispingen (16 emplacements). 
Le 12 Avril 2022, EnBW et Vattenfall annoncent la signature d'un accord de roaming permettant aux clients de EnBW Mobility+ d'utiliser les points de recharge de Vattenfall portant à plus de 250 000 points de recharge accessibles.
Le 31 août 2023, EnBW annonce le doublement de ses investissements annuels, à 200 millions d'euros, pour développer son réseau de bornes de recharge et atteindre son objectif de 30 000 bornes de recharge exploitées en Allemagne d'ici 2030. 

## EnBW en France

### EnBW France SAS
Dans le cadre de l’internationalisation de son activité « énergies renouvelables » sur les marchés à fort potentiel, EnBW créé en 2018 une filiale de développement de projets en France : EnBW Energies Renouvelables SAS, avec l’objectif de développer des parcs éoliens et photovoltaïques en France.
La direction de la filiale française du groupe est assurée par Philippe Vignal, l’ancien directeur général de la filiale française du développeur allemand wpd. 
Afin d’accélérer son implantation sur le marché français, EnBW se porte acquéreur en 2019 du développeur et exploitant de projets renouvelables éoliens et solaires Valeco. Valeco devient alors la branche « énergies éolienne et solaire » du Groupe EnBW en France.
EnBW Energies Renouvelables devient quant à elle EnBW France SAS, avec pour mission principale de représenter le Groupe en France.

### Valeco
En juin 2019, EnBW annonce avoir finalisé l’acquisition du groupe Valeco auprès de la famille Gay et de la Caisse des dépôts et consignations afin d’accélérer son implantation en France par la croissance organique. 
Valeco compte parmi les 10 principaux exploitants de projets d´énergies renouvelables en France. EnBW affiche l’objectif de faire de Valeco l’un des 5 principaux acteurs du marché français de l’éolien et du solaire. 
À la suite du départ de la famille fondatrice du groupe Valeco, la direction de Valeco est assurée par son ancien directeur général François Daumard (président) et par Philippe Vignal (directeur général).

### Connected Wind Services
EnBW est également présent en France dans le domaine de la maintenance des générateurs éoliens avec Connected Wind Services France SAS. 
Connected Wind Services est un fournisseur de maintenance indépendant proposant des prestations de services de maintenance indépendantes des constructeurs d’éoliennes. 
La société fondée en 1987 est le leader européen des services de maintenance éolienne et emploie plus de 180 salariés en Allemagne, Suède, Danemark et en France. En 2016, EnBW se porte acquéreur de Connected Wind Services afin de renforcer sa position de fournisseur de services intégré pour la planification, la construction, l'exploitation, l'entretien et la maintenance des parcs éoliens.
En février 2019, Connected Wind Services annonce avoir signé un accord-cadre avec le constructeur d’éoliennes Envision entré sur le marché français grâce à l’acquisition du développeur Velocita. Connected Wind Services assurera la maintenance des machines en France pour le constructeur et réalise son entrée sur le marché français par la constitution de Connected Wind Services France SAS à Dijon. 
En octobre 2020, Connected Wind Services annonce le recrutement d’Emmanuel Schuddinck au poste de directeur général de la filiale française afin de poursuivre la croissance sur le marché français.
En 2022 afin de soutenir son développement en France et se rapprocher des parcs éoliens dont elle assure la maintenance, Connected Wind Services France ouvre deux nouvelles agences à Amiens et à Chartres.
En mars 2023, EnBW annonce la restructuration de CWS: les sociétés nationales de CWS en Allemagne, au Danemark et en France seront à l’avenir gérées par EnBW Offshore Service (EOS). La société suédoise CWS sera rattachée à EnBW Sverige.

### Hydroélectricité
EnBW détient conjointement avec Électricité de France (EDF) le barrage hydroélectrique de Gambsheim d’une puissance de 96 MW construit en 1974 et le barrage hydroélectrique d'Iffezheim d’une puissance de 148 MW construit en 1977. Il est équipé en 2013 d'une cinquième turbine.
Ces deux ouvrages de production hydroélectriques sont nés de la convention franco-allemande du 4 juillet 1969 : la centrale hydroélectrique de Gambsheim est connectée au réseau électrique français et exploitée par du personnel d’Électricité de France et la centrale hydroélectrique d’Iffezheim injecte sa production sur le réseau électrique allemand et est exploitée par du personnel EnBW.

### Géothermie
EnBW est partie prenante dans l’exploitation de la centrale de géothermie profonde de Soultz-sous-Forêts dans le Bas-Rhin qui a été mise en service commercial à partir de 2016 avec Électricité de Strasbourg (ES). 
Le site de Soultz-sous-Forêts produit annuellement 10 GWh pour une puissance électrique nette installée de 1,5 MW. 

### EnBW Mobility+
En septembre 2020, EnBW annonce avoir passé des accords rendant possible l’interopérabilité de son offre EnBW Mobility+ avec des points de recharge en France. En mai 2023, EnBW est l'opérateur qui exploite le plus de bornes de recharge en Allemagne.